# Ooencyrtus sesbaniae
Ooencyrtus sesbaniae är en stekelart som beskrevs av Jean Risbec 1959. Ooencyrtus sesbaniae ingår i släktet Ooencyrtus och familjen sköldlussteklar.
Artens utbredningsområde är Madagaskar. Inga underarter finns listade i Catalogue of Life.